# НХЛ у сезоні 1921—1922
НХЛ у сезоні 1921/1922 — 5-й регулярний чемпіонат НХЛ. Сезон стартував 17 грудня 1921. Закінчився фінальним матчем 13 березня 1922 між Торонто Сент-Патрікс та Оттава Сенаторс перемогою «Сент-Патрікс». Переможцем Кубка Стенлі (його виявляють між переможцями трьох ліг: НХЛ, Західної канадської хокейної ліги та Тихоокеанського узбережжя) став клуб НХЛ «Торонто Сент-Патрікс» (друга перемога).

## Підсумкова турнірна таблиця
| Команда              | І  | В  | П  | Н | ШЗ  | ШП  | Очки |
| -------------------- | -- | -- | -- | - | --- | --- | ---- |
| Оттава Сенаторс      | 24 | 14 | 8  | 2 | 106 | 84  | 30   |
| Торонто Сент-Патрікс | 24 | 13 | 10 | 1 | 98  | 97  | 27   |
| Монреаль Канадієнс   | 24 | 12 | 11 | 1 | 88  | 94  | 25   |
| Гамільтон Тайгерс    | 24 | 7  | 17 | 0 | 88  | 105 | 14   |

| Команда              | ОС                      | ТП                   | МК                  | ГТ                 |
| -------------------- | ----------------------- | -------------------- | ------------------- | ------------------ |
| Оттава Сенаторс      | Х                       | 4:5, 7:2 4:4 от, 2:3 | 10:0, 10:6 4:2, 4:3 | 4:0, 4:2 10:6, 2:7 |
| Торонто Сент-Патрікс | 3:2, 2:5 1:2, 7:5       | Х                    | 5:2, 3:1 3:1, 7:8   | 2:4, 5:2 6:4, 8:4  |
| Монреаль Канадієнс   | 1:2 от, 2:4 6:6 от, 2:1 | 5:3, 3:5 6:4, 6:4    | Х                   | 3:1, 10:6 3:2, 6:1 |
| Гамільтон Тайгерс    | 2:3 от, 7:6 от 9:1, 2:4 | 3:4, 9:4 4:5, 4:3    | 4:3, 2:3 1:3, 2:3   | Х                  |

## Найкращі бомбардири

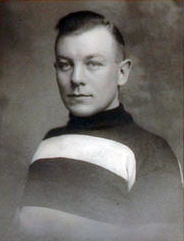
Найкращий бомбардир Панч Броадбент.

| #  | Гравець         | Команда              | І  | Г  | П  | О  | ШХ |
| -- | --------------- | -------------------- | -- | -- | -- | -- | -- |
| 1  | Панч Броадбент  | Оттава Сенаторс      | 24 | 32 | 14 | 46 | 28 |
| 2  | Сі Деннені      | Оттава Сенаторс      | 22 | 27 | 12 | 39 | 20 |
| 3  | Бейб Дай        | Торонто Сент-Патрікс | 24 | 31 | 7  | 38 | 39 |
| 4  | Гаррі Камерон   | Торонто Сент-Патрікс | 24 | 18 | 17 | 35 | 22 |
| 5  | Джо Мелоун      | Гамільтон Тайгерс    | 24 | 24 | 7  | 31 | 4  |
| 6  | Корбетт Деннені | Торонто Сент-Патрікс | 24 | 19 | 9  | 28 | 28 |
| 7  | Редж Ноубл      | Торонто Сент-Патрікс | 24 | 17 | 11 | 28 | 19 |
| 8  | Спраг Клеггорн  | Монреаль Канадієнс   | 24 | 17 | 9  | 26 | 80 |
| 9  | Джордж Буше     | Оттава Сенаторс      | 24 | 13 | 12 | 25 | 12 |
| 10 | Оді Клеггорн    | Монреаль Канадієнс   | 23 | 21 | 3  | 24 | 26 |

## Фінал НХЛ
| Дата       | Команда              | ШЗ | Команда              | ШЗ |
| ---------- | -------------------- | -- | -------------------- | -- |
| 11 березня | Торонто Сент-Патрікс | 5  | Оттава Сенаторс      | 4  |
| 13 березня | Оттава Сенаторс      | 0  | Торонто Сент-Патрікс | 0  |

## Фінал Кубка Стенлі

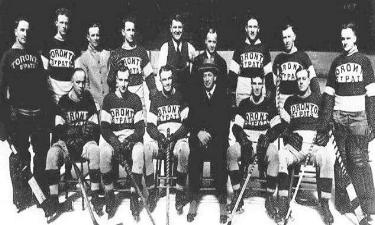
Володари Кубка Стенлі «Торонто Сент-Патрікс».

| Гра та дата                              | Гра та дата | Господар | Рахунок | Гості    | Стадіон                |
| ---------------------------------------- | ----------- | -------- | ------- | -------- | ---------------------- |
| 1                                        | 17 березня  | Ванкувер | 4–3     | Торонто  | Арена Гарденс, Торонто |
| 2                                        | 21 березня  | Торонто  | 2–1(OT) | Ванкувер | Арена Гарденс, Торонто |
| 3                                        | 23 березня  | Ванкувер | 3–0     | Торонто  | Арена Гарденс, Торонто |
| 4                                        | 25 березня  | Торонто  | 6–0     | Ванкувер | Арена Гарденс, Торонто |
| 5                                        | 28 березня  | Торонто  | 5–1     | Ванкувер | Арена Гарденс, Торонто |
| Торонто Сент-Патрікс переміг в серії 3:2 |             |          |         |          |                        |

## Найкращий бомбардир плей-оф
| Гравець  | Клуб                 | І | Г  | П | О  |
| -------- | -------------------- | - | -- | - | -- |
| Бейб Дай | Торонто Сент-Патрікс | 7 | 11 | 1 | 12 |

## Дебютанти сезону
Список гравців, що дебютували цього сезону в НХЛ.
- Біллі Буше, Монреаль Канадієнс
- Френк Буше, Оттава Сенаторс
- Кінг Кленсі, Оттава Сенаторс
- Джон Росс Роач, Торонто Сент-Патрікс